# Saint-Laurent-en-Gâtines
Saint-Laurent-en-Gâtines é uma comuna francesa na região administrativa do Centro, no departamento Indre-et-Loire. Estende-se por uma área de 31,36 km². Em 2010 a comuna tinha 959 habitantes (densidade: 30,6 hab./km²).